# リア放射線事故
座標: 北緯42度46分56秒 東経42度00分43秒 / 北緯42.78222度 東経42.01194度
リア放射線事故（リアほうしゃせんじこ、Lia radiological accident）は、2001年12月2日にジョージア共和国サメグレロ＝ゼモ・スヴァネティ州ツァレンジハ地区エングリダム付近において2個の身元不明放射線源が発見されたことによって発生した事故である。ツァレンジハ地区内の「リア」という小さな村（町）の出身の3名が知らず知らずのうちに被曝した。3名全員が傷害を受け、うち1名は最終的に死亡した。この事故の原因は、不適切に解体され、ソビエト時代から放置され続けた無標識の放射性同位体熱電気転換器(RTG)コアであった。国際原子力機関(IAEA)が回収作業を指揮し、治療体制の組織を担当した。

## 放射性物質の由来

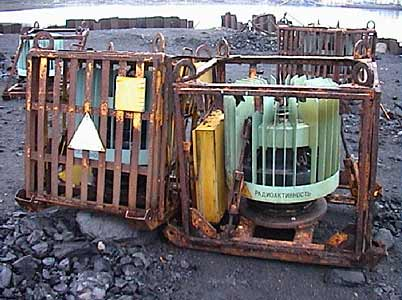
老朽化した、ストロンチウム90を動力源とする放射性同位体熱電気転換器。リア放射線事故のものと似ているが、リア放射線事故の放射性同位体熱電気転換器のコアは全て残っており、鉄製フレームやヒートフィンは無かった。残っていたのは無標識のコアだけで、灰色がかった金属製の円筒に放射性物質が入っていた。

1980年代初頭、エングリダムと建設中のフドニダムを結ぶ無線中継基地が建設された。無線中継基地は遠隔地にあり電力供給が困難であったため、1983年に製造された8台の放射性同位体熱電気転換器(RTG)によって給電された。RTGは 90Sr（ストロンチウム90）を動力源とするBeta-M型であり、約1295-1480 TBqの放射能を持っていた。しかし、ソビエト連邦からのジョージア独立が間近になったためフドニダムの建設は中止された。無線中継基地とそこにあったRTGは放棄され、その後解体された。この時点でRTGは紛失状態となった。1998年、2個が発見されたが被害は無かった。1999年にさらに2個が見つかったが、この時も放射線被曝は起こらなかった。2001年に加えて2個が再発見されたとき、事故が発生した。残りの2個は行方不明のままである。線源には標識が無く、転換器筐体から取り外された状態だった。線源はそのサイズに対して重く、10 cm × 15 cmの大きさにもかかわらず8-10 kgの重量があった。回収後、線源表面から放出される放射線は毎時4.6シーベルト(Sv)であることが判明した。5 Svの線量が全身に完全に吸収された場合、致死率は50%に上る。線量は、建設当初には遥かに高かったが、放射壊変により建設時と比べ40%減少していた。放射線の量は逆二乗則によって距離に応じて減少するため、線源に直接触れていない限り、実際に受ける線量はさらに少ない。

## 事故
リア出身の3名の男性（後にIAEAによって患者1-DN, 2-MG, 3-MBと呼称される）は、薪を集めるためエングリダム貯水池を見渡す森まで45-50 km運転した。雪の降る冬の天候の中、ほとんど通行不可能な道路を彼らは運転し、午後6時頃に2個の円筒形容器を発見した。円筒形容器の周囲は半径1 mほど雪がなく、地面が湯気を立てていた。患者3-MBは円筒形容器の１つを拾い上げたものの非常に熱かったためすぐに落とした。車で帰るには遅すぎると判断した彼らは、その物体が熱源として明らかに有用であることに気づき、線源を少し移動させ、その周囲でキャンプを張ることにした。患者3-MBは頑丈なワイヤで線源の１つを拾い上げ、シェルターとなる岩石露頭まで運んだ。ほかの患者が火を点け、患者3-MBと2-MGが協力して、もう1つの線源を露頭の下に移動させた。線源の近くに留まりながら、彼らは夕食を食べ少量のウォッカを飲んだ。アルコール摂取は少量だったにもかかわらず彼ら全員はすぐに嘔吐した。これは急性放射線症候群（ARS）の初期徴候であり、最初の被曝から約3時間後に起こった。嘔吐はひどく、夜通し続いたため、彼らはほとんど眠れなかった。男性達は、線源を背中から10cmの距離に近づけて夜通し暖をとっていた。翌日、患者1-DNと2-MGはトラックに木材を積み込む際、線源を背負っていたと思われる。彼らは午前中に強い疲労を感じ、木材を予定の半分しか積まなかった。彼らはその日の夕方に帰宅した。

## 影響

### 治療
被曝から2日後の12月4日、患者2-MGは地元の医師を訪ねたが、謎の発熱源のことには言及しなかったため、医師は彼が酔っ払っているのだと思った。しかし、その後、症状は回復した。12月15日、1-DNと2-MGは、放射線源が最も近かった背中の小さな部分に火照りと痒みが生じた。患者1-DNは声も失ったが、その時は治療を受けなかった。患者3-MBの妻と患者2-MGの兄は、3人全員が皮膚剥離の増加（特に背中における）を含む似たような症状を示していることを知った。妻と兄は警察に連絡し、警察は3名全員に医師の治療を受けることを提案した。最終的に3名全員が12月22日に入院し、急性放射線症候群であることが判明した。患者3-MBは被害が軽かったため2002年1月23日に退院した。他の患者は重篤な状態が続き、ジョージア政府はIAEAに治療支援を要請した。IAEAは介入を行い、患者1-DNはモスクワのバーナシアン連邦医学生物物理学センターへ、患者2-MGはパリのパーシー軍病院へ送られた。患者2-MGは1年以上入院し、広範囲の皮膚移植を必要としたが、一命を取り留め、2003年3月18日に退院した。患者1-DNの損傷は長引いた。彼は背中に最大の被曝を受け、心臓と重要臓器にも損傷を受けていた。背中の左上の大部分には大きな放射線潰瘍ができた。集中治療、抗生物質の投与、何度もの手術、皮膚移植を試みたが、損傷は治らなかった。結核を併発していたため、肺損傷の効果的な治療ができなかった。過去の薬物使用も彼を弱体化させていた。彼は敗血症を発症し、最初の被曝から893日後の2004年5月13日に心不全で死亡した。

### 線量
放射線量はいくつかの異なる方法で推定されたが、患者2-MGが最大の線量を受けたことは明らかであった。以下、線量はグレイ(Gy)で測定されている。治療ありの場合、全身被曝線量8-30 Gyで致死率100%、6 - 8 Gyで致死率50 - 100%、2 - 6 Gyで致死率5 - 50%である。局所被曝線量、特に患者が放射性潰瘍を示した部位の線量は、もっと高かった可能性がある。患者1-DNは、全身被曝線量は生存可能領域である2.8 - 5.4 Gyであったものの、肩に21 - 37 Gyを受けており、これが結局彼を死亡させた。以下の表には測定値の不確実性がある。検量線法では、想定される被ばく時間、距離、被ばく率から値が算出された。この値は、ジョージア細胞遺伝学研究所で分析された血液サンプルから採取された染色体異常の測定によって決定された線量に近い。また、わずかに異なる検出器を使用するDolphin法によって計算された線量も含まれている。
この地域の他の人々の被曝は確認されていない。
| 推定のソース                                  | 患者 | 患者 | 患者 |
| 推定のソース                                  | 1-DN | 2-MG | 3-MB |
| --------------------------------------------- | ---- | ---- | ---- |
| 計算値、IRSN、検量線法による                  | 3.1  | 4.4  | 1.3  |
| 計算値、IRSN、Dolphin法による                 | 5.4  | 5.7  | 1.9  |
| 測定値、ジョージア細胞遺伝学研究所            | 2.8  | 3.3  | 1.2  |
| 測定値、ジョージア細胞遺伝学研究所、Dolphin法 | 3.0  | 4.3  | 2.3  |

### 線源の回収
入院の翌日、ジョージア当局は放射線源と思われる物体のある場所を見つけようとしたが、悪天候のため現場にはたどり着けなかった。12月29日、ジョージア政府は再度、放射線源の正確な位置を確認し、ビデオ撮影も行った。2002年1月4日、ジョージア政府はIAEAに援助を要請した。その2日後、線源を回収する試みが初めて行われたが、天候のため失敗した。そこで、線源を回収するための最善の方法と線源の性質を明らかにするため、実態調査が行われた。容器は非常によくできており、最も過酷な条件以外では放射性物質の放出を防ぐことができた。10年以上も森の中に放置されていたにもかかわらず、放射性物質は放出されていなかった。放射線の危険は、放出された電離放射線による局所的なものであった。このため、IAEAは春の雪解けを待って線源を回収するつもりだったが、住民の懸念からジョージア政府は早期の回収を推し進めた。戦術的に困難な回収ミッションは、2002年2月2日から3日にかけて成功裏に遂行された。
回収ミッションは多くの困難に直面した。冬の天候はその最たるものだった。ポツホ・エツェリ村が活動拠点となった。25 cmの鉛で内張りされた重さ5.5トンの特殊コンテナがこの目的のために作られた。コンテナを運ぶために古い軍用トラックが改造された。線源を取り扱い、コンテナに入れるための特別な工具が作られた。41人のグループが組織され、交代で線源を扱い、各人が線源の近くで過ごす時間は40秒以内とされた。作業は二人一組で行われ、長い火かき棒で岩陰より拾い出し、搬送用の柄つきバケツに入れ、コンテナまで運び、それを入れて蓋をするという各プロセスが分業で進められた。結局、実際に線源の近くにいる必要があったのは24人だけで、その24人だけが有意な線量を受けた。作業員の放射線量がモニターされ、最高線量は1.16 mSvを超えず、全身CTスキャンの線量の10％未満であった。
線源は無事に回収され、警察によって永久保管場所に慎重に護送された。線源をトラックに入れてから蓋を閉めるまでに受けた線量は、トラックの上に防水シートがあったため、予想よりも高くなった。防水シートは悪天候のため撤去ができず、それによって反射・散乱された放射線を作業員は受けた。また、IAEAは、道具の設計を改善し、一度に多くの作業員を使って監視機能を持たせれば、作業をより迅速かつ安全に行えただろうと指摘した。全体として、IAEAは、大きな安全上の問題はなく、回収は成功したと見なした。

## 分析

電離放射線の国際標識、この事故において身元不明線源には付いていなかった

IAEAの最終報告書は、事故が起きた直接の原因は、線源が無標識であったため、その危険性を知ることができなかったことにあると結論づけた。また、そもそも線源を不法に放棄したことを非難した。報告書は、臨床医による放射線障害に関する基礎知識の重要性を強調し、放射線過剰被ばくの兆候を認識させるためのプログラムを増やすよう求めた。患者2-MGを治療した最初の臨床医は、（2-MGが身元不明線源に言及しなかったこともあって）傷害を正確に評価しなかったため、適切な治療が3週間近く遅れた。
ソ連崩壊から2006年までの間に、IAEAはジョージアで約300個の身元不明線源を回収しており、その多くはソ連崩壊後の経済破綻で放棄された旧工業用地や軍事施設から失われたものであった。